# 王文学 (1940年)
王文学（1940年1月—2002年7月19日），男，河南济源人，中华人民共和国政治人物。

## 生平
王文学生于河南济源，幼年随家人逃荒来到山西省垣曲县。1956年9月，加入中国共产党。1962年9月参加工作后，历任山西省华锋农中教师、襄汾县贾庄公社党委书记、邓庄公社党委书记；1972年4月后，历任襄汾县委副书记、县革委会副主任，安泽县县长、县委书记，临汾县委书记，洪洞县委书记等职。1985年12月，任忻州地区行署副专员。1990年1月，任吕梁行署专员、中共吕梁地委书记。1992年5月20日，补选任中共山西省委委员、山西省人民政府副省长。1998年2月，任中共山西省委委员、山西省人大常委会副主任。
2002年7月19日，在太原逝世，终年62岁。